# Amadou Damaro Camara
Pour les articles homonymes, voir Camara.
Amadou Damaro Camara (), né le 9 avril 1952 à Nzérékoré, est un économiste et homme politique guinéen.
Il était le président de l'assemblée nationale de la république de Guinée du 22 avril 2020 au 5 septembre 2021.

## Carrière professionnelle
À la fin des années 1970, âgé de moins de trente ans, et diplômé en Relations économiques et internationales puis en Économie du développement, il commence sa carrière professionnelle à la Banque centrale de la république de Guinée (BCRG) en tant que directeur de la dette publique.
Il y exerce jusqu'à son arrestation en 1985 pour complot, à la suite du coup d’État manqué de Diarra Traoré. Trois ans et quatre mois de détention après, il s'exile aux États-Unis avec sa famille.
Avant son exil et parallèlement à la BCRG, il fut enseignant chercheur à l’Institut Polytechnique de l’université Gamal Adel Nasser de Conakry. Il y dispensa des cours de technique bancaire.
Aujourd’hui, de nombreux hauts cadres et fonctionnaires de l’administration guinéenne sont ses anciens étudiants. Il avait ce goût de l’écriture et de la transmission des connaissances, en particulier les sujets concernant la monnaie. Il publie de nombreux pamphlets au journal Horoya et d’autres médias de la presse écrite d’alors.

## Fonction de Député
Après la mort du Général Lansana Conté, Amadou Damaro Camara retourne au pays natal et devient membre du conseil national de la transition (CNT) au sein duquel il joue un rôle de premier plan.
En effet, deux lois majeures sont adoptées au compte de la Commission Électorale Nationale Indépendante (CENI). La première porte sur l’indépendance du commissaire vis-à-vis de son parti politique. La loi sur la CENI stipule en son article 09 (alinéa 3) que, dans l'exercice de leurs fonctions, les commissaires de la CENI ne doivent ni solliciter, ni recevoir d'instructions ou d'ordre d'aucune autorité publique ou privée, y compris les structures d'origine. Ils n'obéissent qu'à l'autorité de la loi. La deuxième indique en son article 11 qu'en cas de décès ou de démission, ou toute autre cause d'empêchement définitif constaté par la cour constitutionnelle, saisie par le bureau de la CENI, il est procédé à son remplacement dans les mêmes conditions que celles de sa désignation pour le reste du mandat en cours.
Lors des élections législatives de 2013, l’honorable Amadou Damaro Camara est élu député de la huitième législature et devient le Président de la majorité présidentielle à l’Assemblée nationale.
Devenu un acteur incontournable de la vie sociopolitique de la Guinée, il est le Président de l’Assemblée nationale du le 21 avril 2020 au 5 septembre 2021.

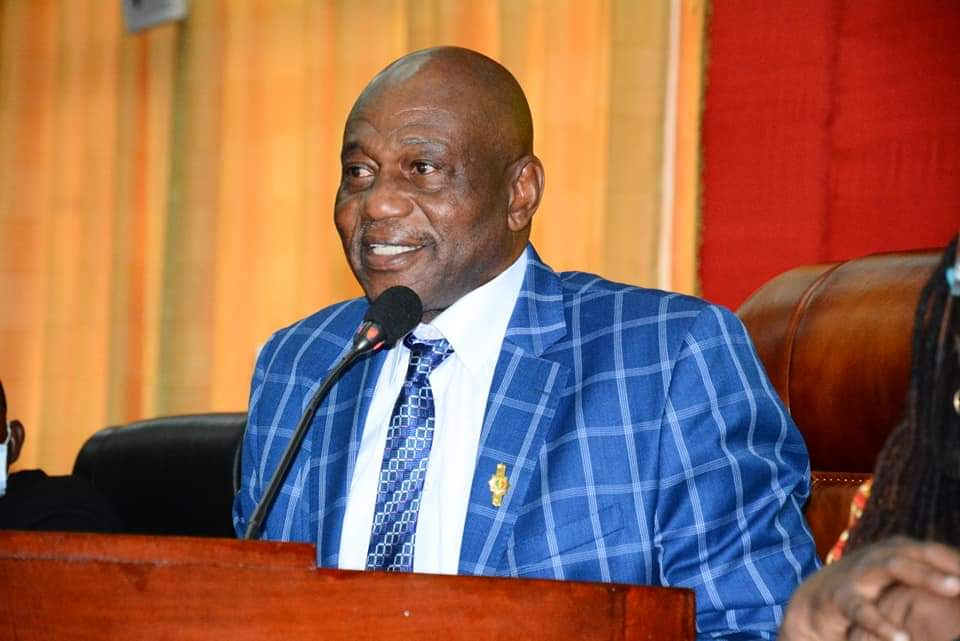

## Vision politique

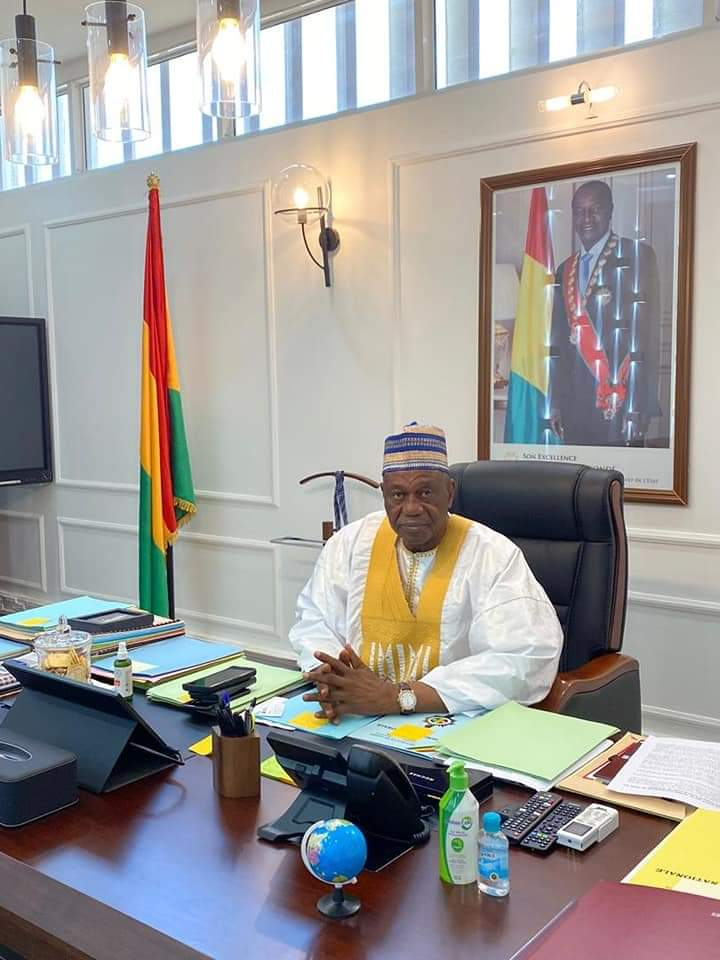

Amadou Damaro Camara focalise son combat politique pour la neuvième législature autour de quelques points essentiels avant d'être dissolue par le coup d'état militaire du 5 septembre 2021 notamment la volonté de  construction du siège de l’Assemblée nationale.

## Détention
Poursuivi pour des faits présumés d'enrichissement illicite et de détournements de deniers publics, Amadou Damaro est mis sous mandat de dépôt à la Maison centrale de Conakry le 27 avril 2022 après une journée d’interrogatoire par la cour de répression des infractions économiques et financières (CRIEF),. Le 2 décembre 2024, il a été condamné à 4 ans de prison et au paiement d’une amende de 10 millions de francs guinéens. La CRIEF a également ordonné la mainlevée sur tous ses biens. En appel du jugment, il à été condamné le 22 mai 2025 à 3 ans et 6 mois de prison et à une amende de 5 millions de francs guinéens. Il devra également verser 1 milliard de francs guinéens à l’État guinéen.

## Ouvrages
- Le Coup d'état manqué du colonel Diarra Traoré (Amadou Damaro Camara raconte les événements du 4 juillet 1985 ou le coup d'État manqué du colonel Diarra Traoré, ancien Premier ministre sous le président Lansana Conté)